# روبرت ويلكينسون
روبرت ويلكينسون (بالإنجليزية: Robert Wilkinson)‏ (1811 - 5 فبراير 1888 في المملكة المتحدة) هو لاعب كريكت بريطاني (وحمل سابقاً جنسية المملكة المتحدة لبريطانيا العظمى وأيرلندا).